# 世俗国家
世俗国家（せぞくこっか、英語: Secular state　セキュラーステート）とは、政教分離を採用し政教一致を排する世俗政策を行う世俗主義の国家である。ほとんどの場合に近代民主主義国家は世俗国家であるが、イタリアにおけるカトリックの特殊な地位など世俗化の程度には国家によって差がある。

## 世俗国家の一覧

### アフリカ
- アンゴラ[1]
- ベナン[2]
- ボツワナ[3][4]
- ブルキナファソ[5]
- ブルンジ[6]
- カメルーン[7]
- カーボベルデ[8]
- チャド[9]
- コートジボワール[10]
- コンゴ民主共和国[11]
- コンゴ共和国[12]
- エチオピア[13]
- ガボン[14]
- ギニア[15]
- ギニアビサウ[16]
- ケニア[17]
- リベリア[18]
- マダガスカル[19]
- マリ[20]
- ナミビア[21]
- ニジェール[22]
- ナイジェリア[23]
- ルワンダ
- セネガル[24]
- 南アフリカ[25]
- 南スーダン[26]
- タンザニア
- ウガンダ

### アジア
- アゼルバイジャン[27]
- 中国[28]
- キプロス
- 東ティモール[29]
- インド[30]
- 日本[31]
- カザフスタン[32]
- 朝鮮民主主義人民共和国
- 韓国[33]
- キルギス[34]
- ラオス
- ネパール[35]
- フィリピン[36]
- ロシア[37]
- シンガポール[38]
- スリランカ[39]
- 中華民国[40]
- タジキスタン[41]
- トルコ
- トルクメニスタン[42]
- ウズベキスタン[43]
- ベトナム[44]

### ヨーロッパ
- アルバニア[45]
- オーストリア[46]
- アゼルバイジャン[27]
- ベラルーシ[47]
- ベルギー
- ボスニア・ヘルツェゴビナ[48]
- ブルガリア[49]
- クロアチア[50]
- キプロス
- チェコ[51]
- エストニア[52]
- フランス[53]
- ドイツ
- ハンガリー[54]
- アイルランド[55]
- イタリア
- カザフスタン[32]
- コソボ[56]
- ラトビア[57]
- 北マケドニア
- オランダ
- 北キプロス
- ノルウェー
- ポーランド
- ポルトガル
- ロシア[37]
- セルビア[58]
- スロバキア[59]
- スロベニア[60]
- スペイン[61]
- スウェーデン[62]
- トルコ
- ウクライナ

### 北米
- カナダ[63]
- キューバ[64]
- ホンジュラス[65][66]
- メキシコ[67]
- アメリカ[68]

### オセアニア
- オーストラリア[69]
- フィジー[70]
- フランス
- ミクロネシア連邦[71]
- ニュージーランド

### 南米
- ブラジル[72]
- チリ[73]
- コロンビア[74]
- エクアドル[75]
- ペルー[76]
- ウルグアイ[77]
- ベネズエラ